# Peggy Ahern
Pour les articles homonymes, voir Ahern.
Peggy Ahern (19 mars 1917 - 24 octobre 2012) est une actrice de films muets connue pour son apparition dans Les Petites Canailles. 

## Filmographie
- 1923 : The Call of the Wild
- 1924 : Cradle Robbers
- 1924 : The Sun Down Limited
- 1925 : Le Train de 6 heures 39 (Excuse Me) d'Alfred J. Goulding
- 1925 : Circus Fever
- 1925 : Dog Days
- 1925 : The Love Bug
- 1925 : Official Officers
- 1926 : War Feathers
- 1927 : Olympic Games